# Sankt Goar
Sankt Goar település Németországban, Rajna-vidék-Pfalz tartományban. Lakosainak száma 2913 fő (2023. december 31.). Sankt Goar Boppard és Badenhard községekkel határos.

## Népesség
A település népességének változása:
| Lakosok száma | 3511 | 2763 | 2731 | 2783 | 2928 | 2913 |
|               | 1975 | 2017 | 2019 | 2021 | 2022 | 2023 |